# Österrikes statsskick
Här ges en kort översikt över Österrikes politiska system. För vidare information se huvudartiklarna. 

## Österrikes författning
Österrikes författning är en samling av ett stort antal lagar med ställning som författningslagar. Kärnan utgörs av grundlagen (österr. Bundes-Verfassungsgesetz) från 1920 i 1929 års version. Därutöver finns det omkring 400 lagar och statsfördrag som helt eller delvis åtnjuter författningsrang vilket gör Österrikes författning svåröverskådlig. 

## Österrikes parlament
Österrikes parlament som är den lagstiftande makten på federal nivå består av två självständiga parlamentskammare. Nationalrådet (tyska: Nationalrat) är folkrepresentationen och väljs direkt medan förbundsrådet (tyska: Bundesrat) representerar förbundsländerna och väljs av de 9 lantdagarna.

### Nationalrådet
Nationalrådet har 183 folkvalda ledamöter som väljs i allmänna, lika och direkta val. Nationalrådets huvuduppgifter är lagstiftning, medverkan i verkställandet och kontroll av regering och administration.

### Förbundsrådet
Förbundsrådet har 61 ledamöter som väljs av lantdagarna i relation till deras politiska sammansättning. Antal ledamöter per förbundsland är mellan 3 och 12 beroende på förbundsländernas invånarantal. Förbundsrådets huvuduppgifter är medverkan i lagstiftning och kontroll av regering och administration, men dess makt är tämligen begränsad eftersom den saknar beslutsrätt inom lagstiftningen och sanktionsmöjligheter gentemot regering och administration.

### Revisionsverket
Österrikes revisionsverk (tyska: Rechnungshof) är en myndighet under nationalrådet med uppgiften att granska statens, delstaternas och kommunernas finanser.

### Ombudsmän
I Österrike finns det tre ombudsmän (tyska: Volksanwalt). Ämbetet som har de svenska justitieombudsmännen som förebild skapades 1977 på prov. 1981 stadfästes ämbetet genom författningslag.

## Förbundspresident
Förbundspresidenten (tyska: Bundespräsident) är Österrikes statsöverhuvud. Presidenten väljs direkt av folket för en ämbetsperiod på sex år och kan omväljas en gång. Förbundspresidentens uppgifter är i första hand representativa. Ändock har den valde vissa politiska kompetenser såsom utnämningen av regeringen m m.

## Österrikes regering
Österrikes regering (tyska: Bundesregierung) är den högsta verkställande myndigheten. Den består av förbundskanslern, vicekanslern och ministrarna. Regeringen är ett kollegium, där förbundskanslern som regeringens ordförande är primus inter pares (d.v.s. den förste bland lika).

### Förbundskansler
Förbundskanslern (tyska: Bundeskanzler) är ordförande i Österrikes regering och utses av förbundspresidenten. Personen kan även entledigas av förbundspresidenten. Efter ett misstroendevotum mot denne i nationalrådet måste innehavaren av tjänsten entledigas.

### Minister
Ministrarna (tyska: Bundesminister) är medlemmar i Österrikes regering. De utses av förbundspresidenten på förslag av förbundskanslern. De kan även entledigas av förbundpresidenten på förslag av förbundskanslern. Efter ett misstroendevotum i nationalrådet måste de entledigas.

## Förbundsländer i Österrike
Österrike är en förbundsstat som består av nio förbundsländer (tyska: Bundesland). Förbundsländernas politiska system bestäms av förbundslandsförfattningarna. Förbundsländerna har lagstiftande församlingar (lantdag) och verkställande organ (förbundslandsregeringen). Förbundsländerna är indelade i distrikt och kommuner.

### Lantdag
Lantdag (tyska: Landtag) är ett parlament på förbundslandsnivå. Lantdagen väljs enligt samma principer som nationalrådet. Mandatperioden är 6 år i Oberösterreich annars 5 år.

### Förbundslandsregering
Förbundslandsregeringen (tyska: Landesregierung) är förbundsländernas högsta verkställande myndighet. Den består av regeringschefen (tyska: Landeshauptmann) och ministrarna (tyska: Landesrat). I Wien är kommunstyrelsen (tyska: Stadtsenat) samtidigt förbundslandssregering.

### Distrikt
I Österrike är distriktet (tyska: politischer Bezirk) statsförvaltningens och förbundslandsförvaltningens lägsta, d.v.s. lokala förvaltningsenhet och underställt förbundslandsregeringen.

### Kommun
Österrike är indelat i 2 354 kommuner (tyska: Gemeinden), som styrs av folkvalda församlingar, det vill säga kommunfullmäktige (tyska: Gemeinderat eller Gemeindevertretung). Kommunfullmäktige utser bland sig själv ledamöter till kommunstyrelsen (tyska: Gemeindevorstand, Stadtrat eller Stadtsenat). Kommunstyrelsens ordförande är borgmästaren som antingen väljs av kommunfullmäktige eller direkt i allmänna val beroende på vilket förbundsland kommunen tillhör.
I Wien utgör kommunfullmäktige även lantdag, och borgmästaren och kommunstyrelsen har ställning som landeshauptmann och delstatsregering.

## Direkt demokrati i Österrike
I Österrike finns det två direktdemokratiska institut på federal nivå: folkomröstning och folkinitiativ. I vissa delstater finns det dessutom referendumsinitiativrätten.

### Folkomröstning
I Österrike finns det två typer av folkomröstningar på federal nivå, beslutande folkomröstning (tyska: Volksabstimmung) som kan vara obligatorisk eller fakultativ och konsultativ folkomröstning (tyska: Volksbefragung). Om fakultativa beslutande folkomröstningar och konsultativa folkomröstningar beslutar nationalrådet. Dessutom finns folkomröstningsinstitutet även i de flesta förbundslandsförfattningar.

### Folkinitiativ
Folkinitiativ (tyska: Volksbegehren) ger medborgarna möjlighet att väcka ett laginitiativ i parlamentet om minst 100 000 stödunderskrifter uppnås.